# Потья
Потья — река в России, протекает по Жиздринскому району Калужской области. Правый приток Жиздры.

## География
Река Потья берёт начало у древни Потье. Течёт на север, пересекает автодорогу М3 «Украина». Устье реки находится у восточной границы города Жиздра в 200 км по правому берегу реки Жиздры. Длина реки составляет 13 км.

## Данные водного реестра
По данным государственного водного реестра России относится к Окскому бассейновому округу, водохозяйственный участок реки — Ока от города Белёв до города Калуга, без рек Упа и Угра, речной подбассейн реки — бассейны притоков Оки до впадения Мокши. Речной бассейн реки — Ока.
Код объекта в государственном водном реестре — 09010100512110000019647.